# Darren Braithwaite
Pour les articles homonymes, voir Braithwaite.
Darren Devere Braithwaite (né le 20 janvier 1969 à Londres) est un athlète britannique, spécialiste du sprint.

## Biographie
Double médaillé de bronze aux Championnats du monde 1991 et 1997 sur relais 4 × 100 m.
Il a été 6e aux Championnats du monde junior de 1988 sur 100 m (3e du relais) et 6e des Championnats d'Europe 1990 (2e sur relais).

### Palmarès
| Date | Compétition                    | Lieu      | Résultat | Épreuve   | Performance |
| ---- | ------------------------------ | --------- | -------- | --------- | ----------- |
| 1988 | Championnats du monde juniors  | Sudbury   | 6e       | 100 m     | 10 s 61     |
| 1988 | Championnats du monde juniors  | Sudbury   | 3e       | 4 × 100 m | 40 s 06     |
| 1990 | Championnats d'Europe          | Split     | 6e       | 100 m     | 10 s 27     |
| 1990 | Championnats d'Europe          | Split     | 2e       | 4 × 100 m | 37 s 98     |
| 1991 | Championnats du monde          | Tokyo     | 3e       | 4 × 100 m | 38 s 09     |
| 1994 | Championnats d'Europe en salle | Londres   | 5e       | 200 m     | 21 s 30     |
| 1994 | Coupe du monde des nations     | Londres   | 1er      | 4 × 100 m | 38 s 46     |
| 1995 | Championnats du monde en salle | Barcelone | 2e       | 60 m      | 6 s 51      |
| 1997 | Championnats du monde          | Athènes   | 3e       | 4 × 100 m | 38 s 14     |

### Records
| Épreuve    | Performance | Lieu        | Date            |
| ---------- | ----------- | ----------- | --------------- |
| 100 mètres | 10 s 12     | Birmingham  | 15 juillet 1995 |
| 200 mètres | 20 s 47     | Los Angeles | 13 mai 1995     |